# هوارد ستيفنز
هوارد ستيفنز (بالإنجليزية: Howard Stevens)‏ هو لاعب كرة قدم أمريكية أمريكي، ولد في 9 فبراير 1950 في هاريسونبورغ في الولايات المتحدة.